# Nagy Lajos (igazgató-tanító, 1861–1942)
Nagy Lajos (Nagyvárad, 1861 – Békés, 1942. március 22.) igazgató-tanító.

## Élete
Nagy Gerzson és Köteles Zsuzsanna fiaként született. Középiskoláit és a tanítóképzőt szülőhelyén, Nagyváradon végezte, 1882-ben nyert oklevelet. 1882-től 1884-ig Feketeerdőn, a báró Stralendorf családnál mint nevelő tevékenykedett. 1884-től 1886-ig Tasnádon (Szilágy vármegye) segédtanító volt. 1886-ban került Békésre, a gróf Wenckheim uradalom tarhospusztai iskolájához, ahol kilenc éven át tanított. 1895-ben megválasztották a békési római katolikus elemi iskola tanítójává. Itt 31 évig működött és 1926-ban, mint igazgató-tanító nyugalomba vonult, ugyanakkor miniszteri dicséretben és egyházmegyei elismerésben részesült. Hosszú ideig volt a Békési Polgári Kör és a Polgári Kaszinó könyvtárosa, titkára, illetve pénztárosa, a római katolikus egyháznak több mint 20 évig jegyzője. Az 1930-as években mint a Hangya könyvelője dolgozott, a Nyugdíjas Tisztviselők Olvasókörének elnöke és a békési egyháztanács iskolaszékének tagja volt. Halálát tüdőgümőkór okozta.
Felesége Erdélyi Anna volt. Lajos fia az első világháborúban szerzett betegségéből kifolyólag meghalt.